# Tambour à friction

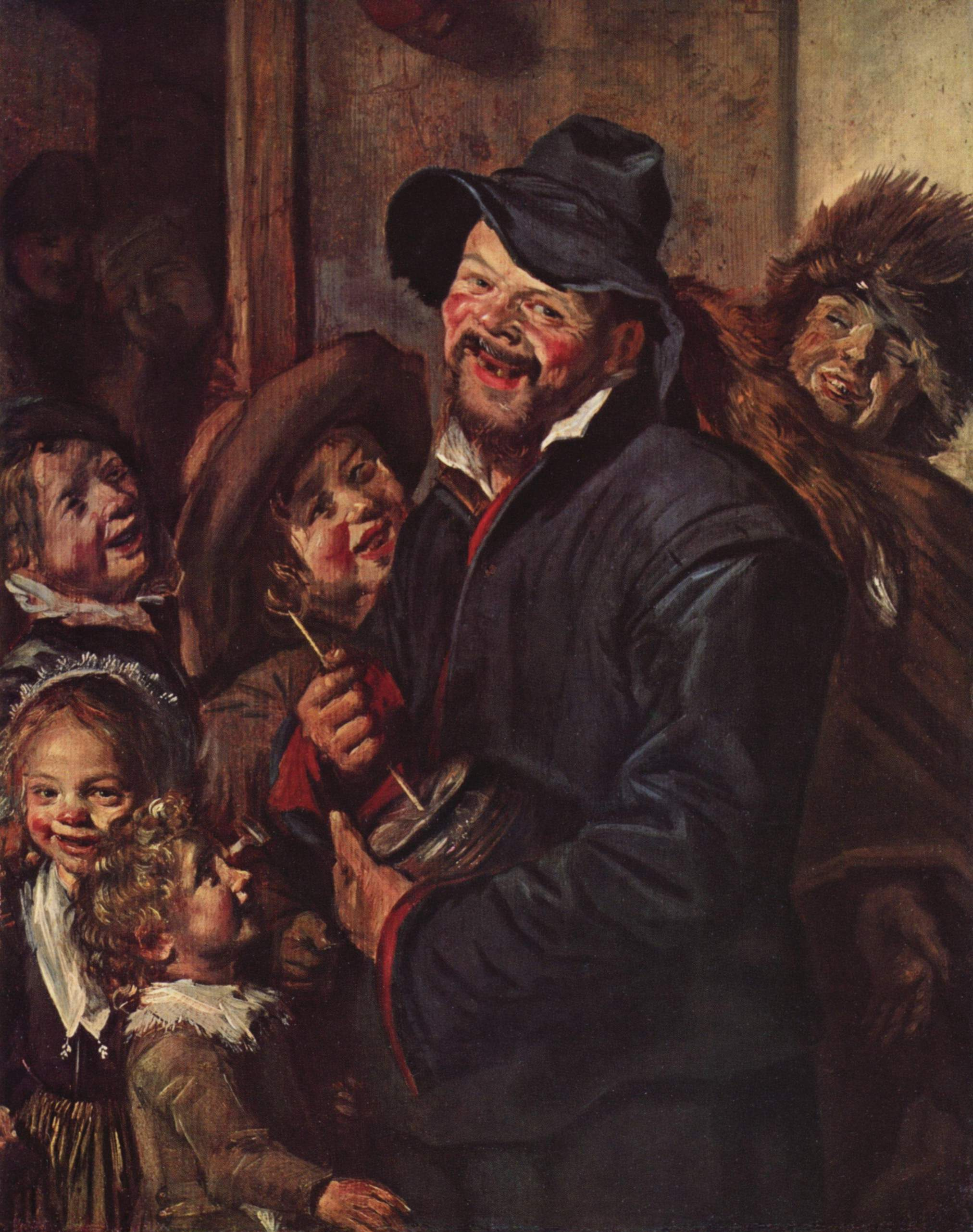
Frans Hals, Le Joueur de rommelpot

Le tambour à friction est un instrument de musique de la famille des membranophones.
Il est constitué d'un fût cylindrique (caisse de résonance) recouvert d'une membrane, à travers laquelle une tige de bois est fixée. Le joueur frotte la tige (avec les mains ou un chiffon humide), de la peau vers l'extérieur, et produit des vibrations transmises par la membrane.
Dans certains instruments, la tige peut être laissée libre, et c'est alors le frottement de celle-ci contre la membrane qui produit les vibrations. D'autres instruments remplacent la tige par du crin de cheval.
Au Moyen Âge existait un tambour à friction appelé rommelpot. Celui-ci étant constitué d'une tige de bois ligaturée sur le milieu de la peau du tambour, elle-même fixé sur un fût, généralement, en terre cuite. Le joueur frottait un chiffon humide contre la tige de bois afin de produire le son.

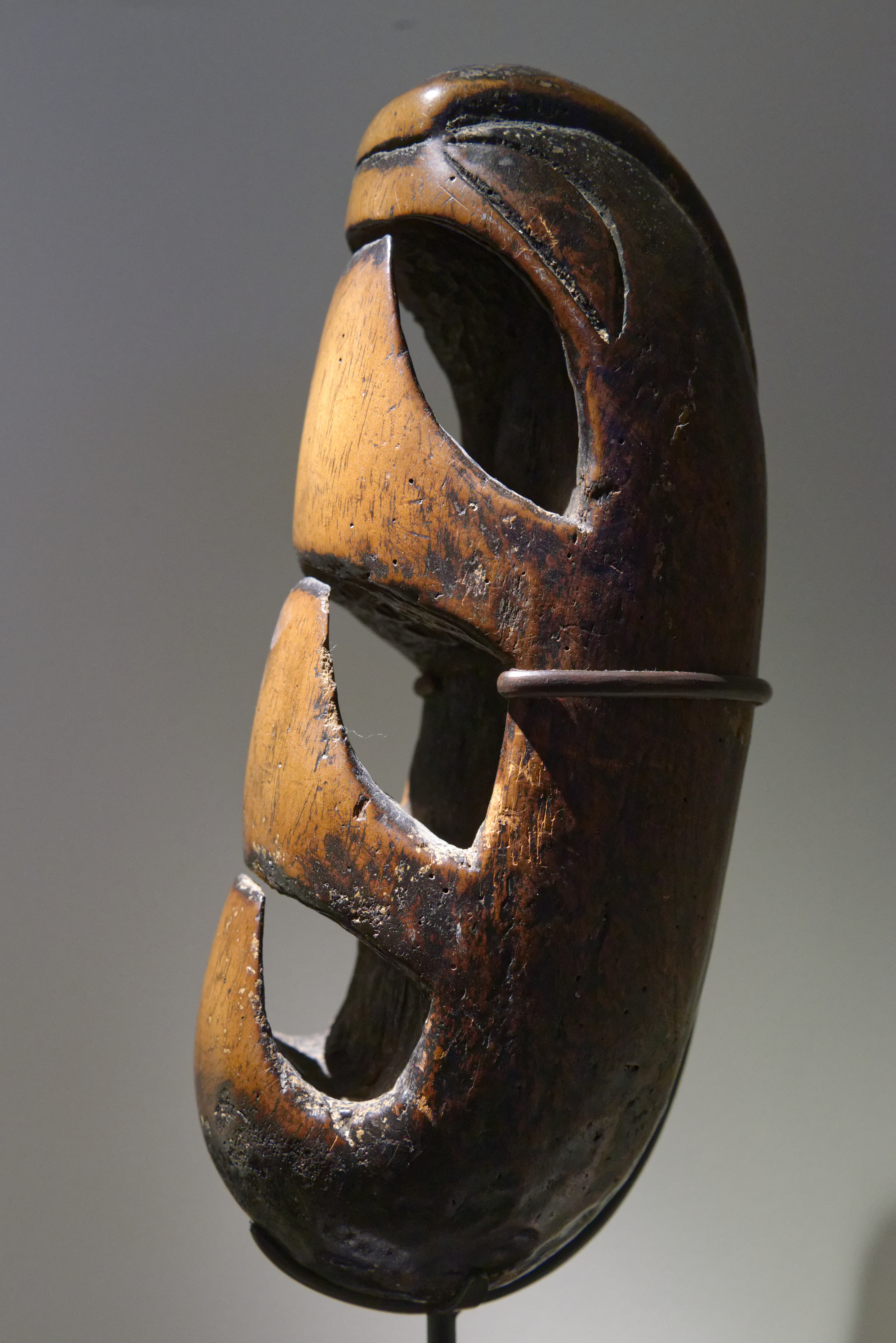
Bois de Malagan (PNG)

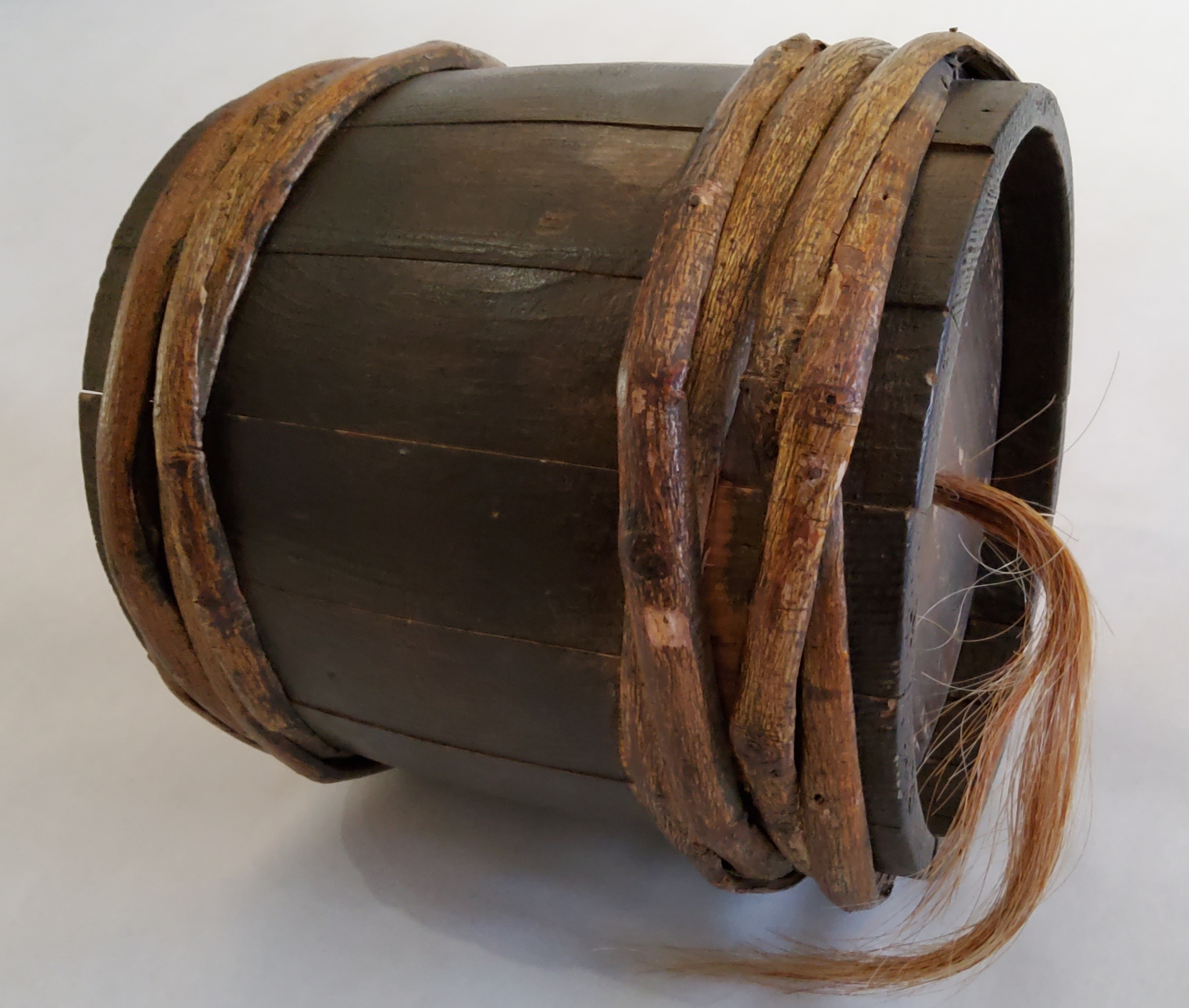
Burczybas
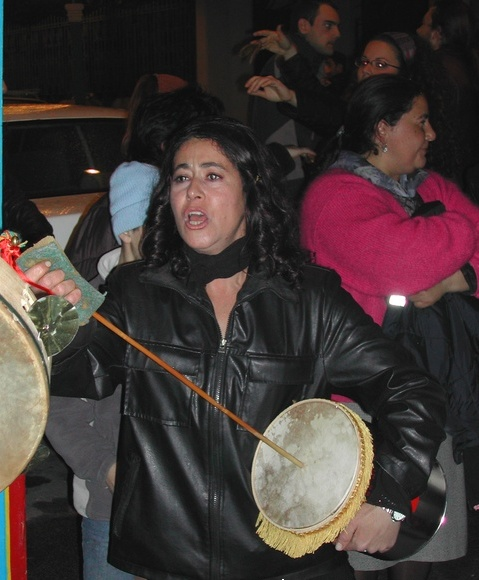
Putipù
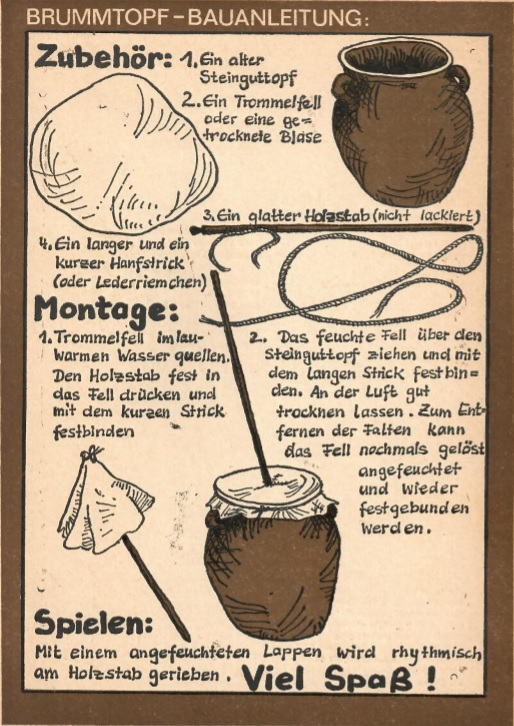
Rommelpot
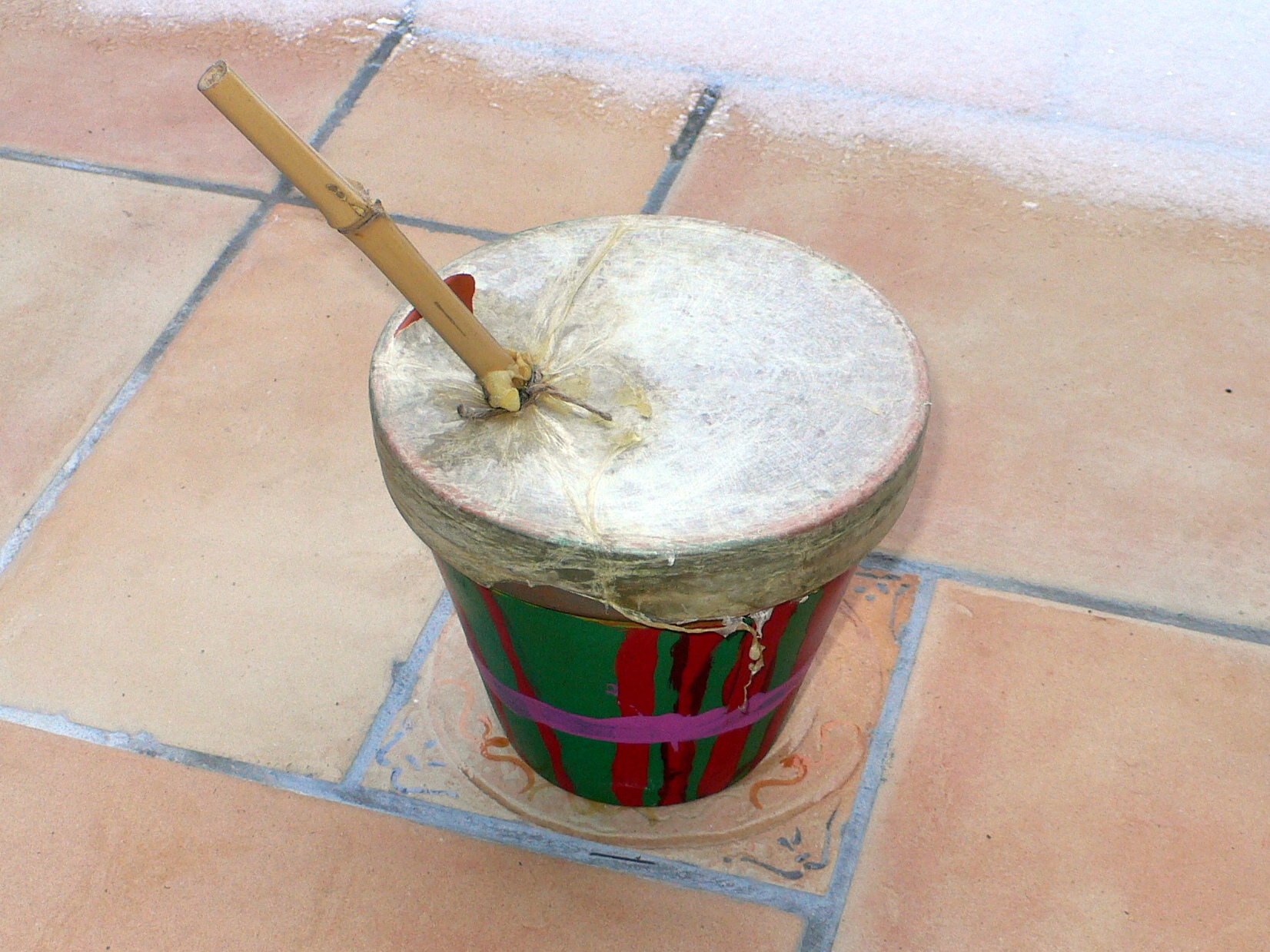
Rummelpott
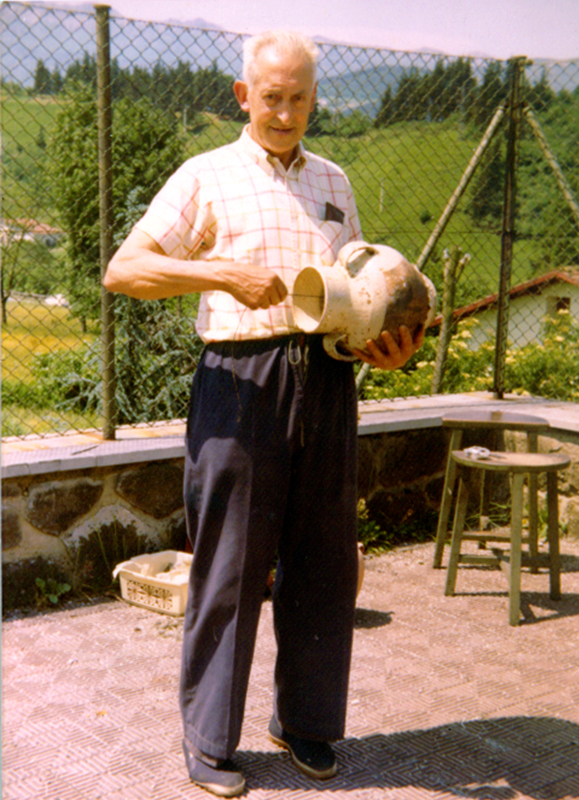
Eltzegorra

## Instruments traditionnels
- Afrique du Sud : morupa, namalua, ngouloubé
- Allemagne : brummtopf, rummelpot
- Brésil : cuíca
- Colombie : puerca, marrana
- Congo[Lequel ?] : dingwinti, mbala
- Espagne : zambomba, ximbomba, chicharra, pan bomba
- Flandres : rommelpot
- France :
  - Languedoc, Gascogne : braù, brame-topin, bramadèra
  - Provence : petadou, pignatou
- Grande-Bretagne : jackdaw (Lincolnshire)
- Hongrie : köcsögduda
- Italie : caccavella, cupa-cupa, buchi-buchi
- Malte : rabbaba, zafzafa.
- Moravie : bandaska
- Roumanie, Ukraine : buhai, bugai
- Venezuela : furruco